# Heinrich Schäfer (Ägyptologe)
Johann Heinrich Schäfer (* 29. Oktober 1868 in Berlin; † 6. April 1957 in Hessisch Lichtenau) war ein deutscher Ägyptologe. Er war von 1914 bis 1935 Direktor der Ägyptischen Abteilung der Staatlichen Museen zu Berlin.

## Leben
Heinrich Schäfer wuchs in Berlin als Sohn eines Kaufmanns auf und machte am Königlichen Wilhelms-Gymnasium 1887 das Abitur. Als Schüler besuchte er die Sammlungen des Ägyptischen Museums in Berlin und brachte sich autodidaktisch grundlegende ägyptologische Kenntnisse bei. Anschließend studierte Heinrich Schäfer in Berlin Ägyptologie bei Adolf Erman und Klassische Philologie. 1892 promovierte er und absolvierte danach seinen Militärdienst. 
Ab 1888 war Schäfer bei Erman wissenschaftlicher Mitarbeiter in der Ägyptischen Abteilung der Königlichen Museen zu Berlin. Dann stieg er zum Direktionalassistenten (ab 1893) und Professor auf, anschließend 1909 zum Kustos und Titulardirektor. Seine wissenschaftliche Tätigkeit im Museum unterbrach er für mehrere Forschungsreisen nach Ägypten (siehe unten). Als Nachfolger Ermans wurde er 1914 schließlich selbst Direktor der ägyptischen Abteilung der Staatlichen Museen in Berlin, die er bis 1935 leitete. 1921 wurde er zum korrespondierenden Mitglied der Göttinger Akademie der Wissenschaften gewählt. Von 1942 bis 1945 gehörte er der Zentraldirektion des Deutschen Archäologischen Instituts an.
Schäfer gehörte der grundlagenforschenden ägyptologischen Forschergeneration von Eduard Meyer (1855–1930), Sir Flinders Petrie (1853–1942), Sir Alan Gardiner (1879–1963), Alexandre Moret (1868–1938) sowie Adolf Erman (1854–1937) und seinen Schülern Ludwig Borchardt (1863–1938) und Kurt Sethe (1869–1934) an. Schäfer war zeitweilig ein enger Freund Georg Steindorffs (1861–1951), ließ ihn später nach dessen Darstellung aber fallen. In Steindorffs Einschätzung der Rolle deutscher Ägyptologen in der NS-Zeit schildert er Schäfer als Großdeutschen. Wenngleich kein Mitglied der NSDAP, wollte Schäfer laut Steindorff unbedingt einem Reichsparteitag in Nürnberg beiwohnen. Im Vorwort seiner Studie über Das altägyptische Bildnis verwendete Schäfer ein Zitat aus Hitlers Mein Kampf als Motto. Eine innere Annäherung an den Nationalsozialismus ist jedoch laut Thomas Schneider nicht erkennbar, auch habe er John Baines zufolge jüdische oder freimaurerische Freunde nicht verleugnet. So beschäftigte er am Ägyptischen Museum auch den ausgesprochenen Nazigegner Bernard von Bothmer.
Heinrich Schäfer erlangte durch seine wissenschaftlichen Leistungen internationale Anerkennung und starb im Alter von 87 Jahren in Hessisch Lichtenau.

## Forschungsreisen
Er war vom Oktober 1898 bis März 1899 an der Ausgrabung des Sonnenheiligtums des Niuserre bei Abusir und der Papyrusgrabung in Herakleopolis Magna (Ehnasya) beteiligt. Dann unternahm er vom Oktober 1899 bis April 1901 eine Reise bis zum zweiten Nilkatarakt. Von Juni 1908 bis April 1909 nahm er an der Expedition der Berliner Akademie zur Rettung der durch die Nilstauung gefährdeten Reliefs und Inschriften der Tempel von Philae und Unternubien teil. Vom Oktober 1911 bis April 1912 war er an der Expedition der Wiener Akademie zur Erforschung der nubischen Sprache beteiligt und 1925 reiste Schäfer zunächst durch Ägypten und anschließend bis nach Philae. Letztmals bereiste er 1937 Ägypten.

## Schriften (Auswahl)
- Ägyptische Goldschmiedearbeiten. Berlin 1910.